# 庄野宿資料館
庄野宿資料館（しょうのじゅくしりょうかん）は、三重県鈴鹿市庄野町にある歴史博物館。

## 概要
嘉永7年（1854年）10月に建てられた木造二階切妻造浅瓦葺の住宅建物を使用している。旧東海道の庄野宿に位置する。
建物は「旧小林家住宅」として、1996年（平成8年）3月12日に主屋の一部と蔵が鈴鹿市の有形文化財に指定された。
小林家は江戸時代には油問屋を営んでいた。
建物は江戸末期の「大型町家建築」とされ、建築当時の棟札が現存している。
鈴鹿市が建物を購入の上で、主屋の一部について創建当時の姿に復元した。
鈴鹿市指定文化財・庄野宿関係文書など宿場の営みを記録した各種文書や資料（問屋場関係資料、宿帳、高札など）を中心に展示している。

## 運営
- 開館時間：午前10時 - 午後4時
- 休館日：月・火曜日・第3水曜日（ただし月曜が休日の場合は開館）、年末年始（12月28日 - 1月4日）
- 入館料：無料